# Berkshire County
Berkshire County is een county in het westen van de Amerikaanse staat Massachusetts.
De county heeft een landoppervlakte van 2.412 km² en telt 134.953 inwoners (volkstelling 2000). De hoofdplaats is Pittsfield.
Er is geen countybestuur; de gemeenten hebben een grote mate van autonomie en mogen zelf samenwerkingsverbanden opzetten.
Voor de komst van Europese kolonisten, werd het gebied van Berkshire bewoond door de Mahicanen. In 1724 kochten de Engelsen het grootste deel van het gebied voor 460 ponds, drie vaten cider en een lading rum; de rest van het gebied werd later verkregen.

## Geboren
- Cyrus Field (Stockbridge, 1819-1892), zakenman en financier die de Atlantic Telegraph Company leidde